# Yellowstone, Alberta
Yellowstone är en ort i Kanada.   Den ligger i provinsen Alberta, i den centrala delen av landet, 2 900 km väster om huvudstaden Ottawa. Yellowstone ligger 720 meter över havet och antalet invånare är 124.
Terrängen runt Yellowstone är platt. Runt Yellowstone är det mycket glesbefolkat, med 3 invånare per kvadratkilometer.. Närmaste större samhälle är Alberta Beach, 7,7 km söder om Yellowstone. 